# Juliano Dornelles
Juliano Dornelles de Faria Neves (Recife, 1980) es un director de cine y guionista brasileño.

## Biografía
Juliano Dornelles de Faria Neves nació en Recife, capital del estado brasileño de Pernambuco, en 1980.

## Filmografía

### Director
- 2019: Bacurau (con Kleber Mendonça Filho) - largometraje
- 2011: Mens Sana en Corpore Sano - cortometraje

### Director de arte
- 2016: Aquarius (de Kleber Mendonça Filho) - largometraje
- 2015: Permanencia (de Leonardo Lacca) – largometraje
- 2014: Reptile Shop (de Pedro Severien) - cortometraje
- 2013: O Som ao Redor (de Kleber Mendonça Filho) - largometraje
- 2012: Buena suerte, amor mío (de Daniel Aragão) - largometraje
- 2009: Recife Frio (de Kleber Mendonça Filho) - cortometraje